# Покшивниця (Пільський повіт)
Покшивниця (пол. Pokrzywnica, нім. Krumfließ) — село в Польщі, у гміні Шидлово Пільського повіту Великопольського воєводства.
Населення — 277 осіб (2011).
У 1975-1998 роках село належало до Пільського воєводства.

## Демографія
Демографічна структура станом на 31 березня 2011 року:
|          | Загалом | Допрацездатний вік | Працездатний вік | Постпрацездатний вік |
| -------- | ------- | ------------------ | ---------------- | -------------------- |
| Чоловіки | 136     | 39                 | 88               | 9                    |
| Жінки    | 141     | 34                 | 75               | 32                   |
| Разом    | 277     | 73                 | 163              | 41                   |